# Токар, Ли
Ли Уильям Токар (англ. Lee Tockar; род. 11 февраля 1969 года, Келоуна, Британская Колумбия, Канада) — канадский актёр озвучивания и деятель искусств, работающий на нескольких студиях в Ванкувере. Он также является автором произведений детской литературы, музыкантом, скульптором, иллюстратором и художником. Ли Токар является членом Альянса актёров канадского кино, телевидения и радио и членом профсоюза исполнителей Британской Колумбии. В настоящее время Токар проживает в Ванкувере, Британская Колумбия, вместе со своей женой Полли. Он является президентом компании Multi Mania Entertainment Incorporated и художественным сопродюсером, сценаристом и создателем компании Holy Molee Entertainment Incorporated.

## Биография
Ли Токар родился в Келоуне, Британская Колумбия, Канада, 11 февраля 1969 года. При рождении ему был поставлен диагноз дистрофия сетчатки — болезни, при которой зрение ослаблено настолько, что по канадским законам человек, страдающий ей, признаётся слепым (Ли Токар является членом Канадского Национального института слепых). В возрасте пяти лет Токар сказал своей матери, что он хотел бы «вырасти и стать мультфильмом». Токар изначально не понимал на тот момент концепцию понятия «мультфильм», когда произнёс эти слова. В возрасте десяти лет Токар занял первое место в шоу талантов за свои вокальные импровизации персонажей мультфильмов Лягушонка Кермита и Багза Банни. В возрасте 12 лет Токар выиграл свою первую общественную награду — за чтение эссе из двух тысяч слов о фильмах ужасов. В подростковые годы, ещё до окончания средней келоунской школы, Ли открыл собственный бизнес в сфере графического искусства, что позволило ему путешествовать по Британской Колумбии и создавать настенные художественные фрески для ресторанов. В 1988 году он выиграл конкурс драматургов Британской Колумбии за свою собственную работу, «Исповедь», которая была представлена в Уотерфронтском театре на Грэнвиль-Айленде в Ванкувере, Британская Колумбия. Год спустя, в 1989 году, он получил награду за свою вторую постановку под названием «Вы, очевидно, не слушали» (You Obviously Weren’t Listening). В 2008 году Ли Токару была вручена премия 2008 Electronic Animation в номинации «Лучший актёр озвучивания года» за роль Джорджа в мультфильме «Джордж из джунглей»; награда была вручена ему создателем мультсериала «Гриффины» и актёром Сетом Макфарлейном.
Ли Токар принял участие в озвучивании десятков мультфильмов, мультсериалов (в том числе аниме-стилистики), фильмов и телепостановок, а также компьютерных и видеоигр (в частности, в игре Hulk 2003 года он озвучивал суперзлодеев Полуживого и Флакса). Его работы как актёра озвучивания включают мультфильмы Том и Джерри, Пукка, Mobile Suit Gundam SEED, Звёздные врата: Бесконечность и Слагтерра.
У Ли Токара есть собственный сайт в Интернете, где не только описана его биография, но и в оцифрованном виде представлены его картины для свободного ознакомления.

## Награды и номинации
| Год  | Награда                        | Категория                                                                   | Работа                             | Результат |
| ---- | ------------------------------ | --------------------------------------------------------------------------- | ---------------------------------- | --------- |
| 2013 | Leo Awards                     | Best Performance in an Animation Program or Series                          | Slugterra                          | Победа    |
| 2013 | Дневная премия «Эмми»          | Outstanding Performer in an Animated Program                                | Slugterra                          | Номинация |
| 2014 | Behind the Voice Actors Awards | Best Vocal Ensemble in a TV Special/Direct-to-DVD Title or Theatrical Short | My Little Pony: Equestria Girls    | Победа    |
| 2014 | Behind the Voice Actors Awards | Best Vocal Ensemble in a New Television Series                              | Pac-Man and the Ghostly Adventures | Номинация |